# Calanthe geelvinkensis
Calanthe geelvinkensis är en orkidéart som beskrevs av Johannes Jacobus Smith. Calanthe geelvinkensis ingår i släktet Calanthe och familjen orkidéer. Inga underarter finns listade i Catalogue of Life.